# بنجامين كليفلاند
بنجامين كليفلاند (بالإنجليزية: Benjamin Cleveland)‏ هو سياسي أمريكي، ولد في 28 مايو 1738 في مقاطعة أورانج في الولايات المتحدة، وتوفي في 1 أكتوبر 1806 في مقاطعة أوكوني في الولايات المتحدة. انتخب عضو مجلس ولاية كارولاينا الشمالية وانتخب عضو مجلس نواب كارولينا الشمالية.